# Shaun White

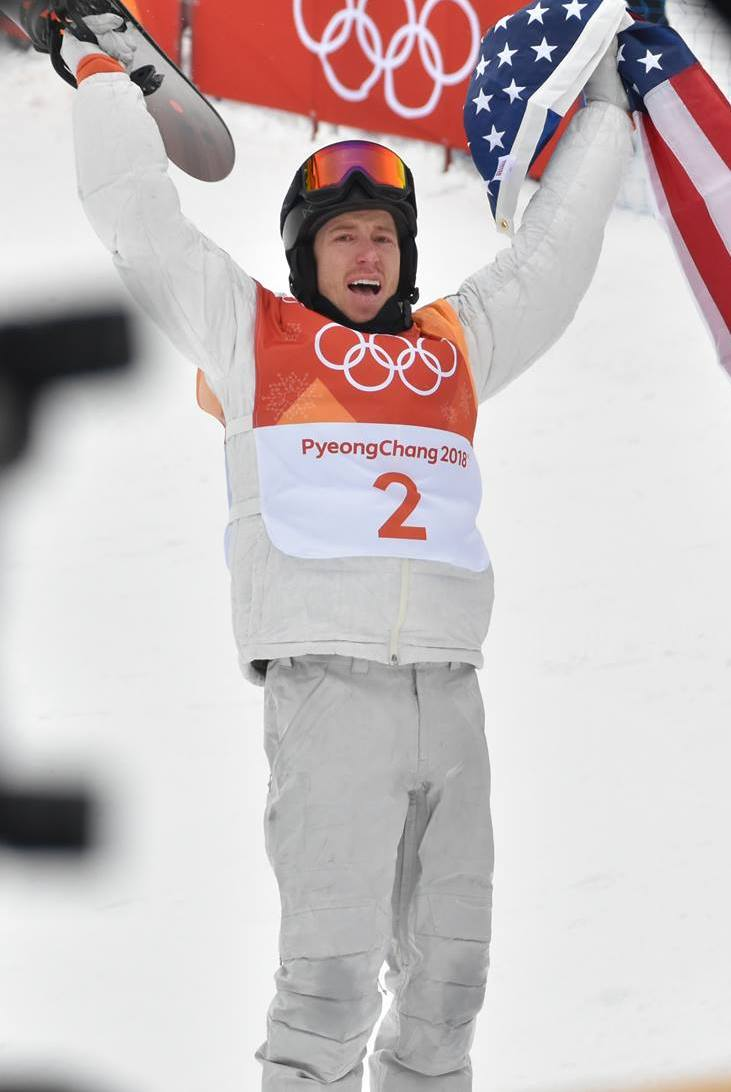
White la Jocurile Olimpice de iarnă din 2018

Shaun Roger White (n. 3 septembrie 1986, San Diego, California, SUA) este un snowboarder american. White deține recordul în snowboard de cele mai multe medalii de aur la X-Games și cele mai multe medalii olimpice de aur . A câștigat de asemenea și 10 premii Best Male Action Sports Athlete ESPY Award, acordate de ESPN, dar și premiul Laureus World Sports Award for Action Sportsperson of the Year în 2008. 
Shaun White a câștigat medalie de aur la trei ediții ale Jocurilor Olimpice de iarnă (Torino 2006, Vancouver 2010 și Pyeongchang 2018). Acesta s-a născut cu defect cardiac congenital și a suferit două operații în primele luni de viață.